# Bélesta, Ariège
Bélesta är en kommun i departementet Ariège i regionen Occitanien i södra Frankrike. Kommunen ligger  i kantonen Lavelanet som ligger i arrondissementet Foix. År 2022 hade Bélesta 1 085 invånare.

## Befolkningsutveckling
Antalet invånare i kommunen Bélesta
Referens: INSEE